# Каустубха
Каусту́бха (санскр. कौस्तुभ, Kaustubha) в индуизме — волшебный божественный драгоценный камень, находящийся во владении бога Вишну и украшающий его грудь.
В Пуранах описывается, что при пахтаньи Молочного океана, девы и асуры извлекли из него четырнадцать сокровищ. Камень Каустубха был четвёртым по счёту сокровищем, появившимся на поверхности океана вслед за белым конём Уччайхшравасом. С цветом камня каустубха в индийской поэзии сравнивают цвет тела Вишну (синий).